# 夏洛特 (紐約州)
夏洛特（英語：Charlotte）是位于美国纽约州肖托夸县的一个镇，地处肖托夸县的中部，詹姆斯敦以北、敦刻尔克以南。2010年美国人口普查时，该镇有1729人。最初的定居者于1809年左右到达此地。1829年，夏洛特镇正式建立。